# اکرم گنچ
اکرم گنچ (انگلیسی: Ekrem Gench؛ زادهٔ ۱ ژوئیهٔ ۱۹۷۴) بازیکن فوتبال اهل بلغارستان است.
از باشگاه‌هایی که در آن بازی کرده است می‌توان به باشگاه فوتبال زسکا صوفیه اشاره کرد.